# 3.ᵉʳ Regimiento de las Fuerzas Navales Especiales de Kure

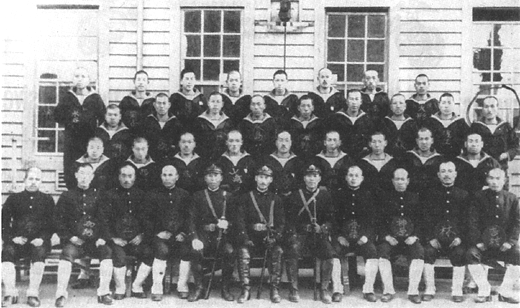
La unidad en 1942.

El 3.ᵉʳ Regimiento de las Fuerzas Navales Especiales de Kure era una unidad con dos batallones de infantería de las Fuerzas Navales Especiales Japonesas de la Armada Imperial Japonesa.
Ambas unidades se formaron en el Distrito Naval de Kure. La primera operación de la primera unidad fue en China, a finales de la década de 1930. La segunda se formó en 1942, participando en la invasión de Tulagai y bahía de Milne.